# Харгита–Мадараш
Харгита–Мадараш (мађ. Madarasi-Hargita рум. Harghita-Mădăraș) је планински врх на Харгити. Са висином од 1801 m представља највишу коту у историјској земљи Секеља и врх некадашњег стратовулканског кратера.
Остали врхови на ивици вулканског кратера су Олтарке (Oltárkő) (1358 m), Ракоци-Харгита (Rákosi-Hargita) (1755 m), Мадефалви-Харгита (Madéfalvi-Hargita) (1709 m) и Чичои-Харгита (Csicsói-Hargita) (1756 m).
Ширина вулканског кратера износи 5 km. Са јужне стране извире најдужи харгитски водени ток Варђаш поток (Vargyas-patak). Историјски називи за овај планински врх су:
- Галусов кров (Galusz-tető)
- Велика Харгита
- Снежник
- Велики снежник
- Велик шума (Nagyerdő)[1]
- Назив „Света планина Секеља“ (székelyek szent hegye) је први увео Петер Тофалви (Tófalvi Péter) 1998. године. Овај назив се користи често у литератури али није прихваћен као званичан.

## Туризам
На Харгити овај врх је најпосећенији и најпогоднији за туризам. На северозападној страни, на надморској висини од 1650 m се налази планинарска кућица. Планинарска кућа је изграђена 1941. године и одатле се пружа широк поглед на околне планине и планинске базене.
На надморској висни од 1500-1760 m се налазе скијашки терени и скијашка сезона траје од средине девембра па све до средине априла. Дужина стаза се креће од 100 m па до 1500 m

## Писани извори
- (1998)
- (1973)